# Kefersteinia costaricensis
Kefersteinia costaricensis är en orkidéart som beskrevs av Rudolf Schlechter. Kefersteinia costaricensis ingår i släktet Kefersteinia och familjen orkidéer. Inga underarter finns listade i Catalogue of Life.

## Bildgalleri

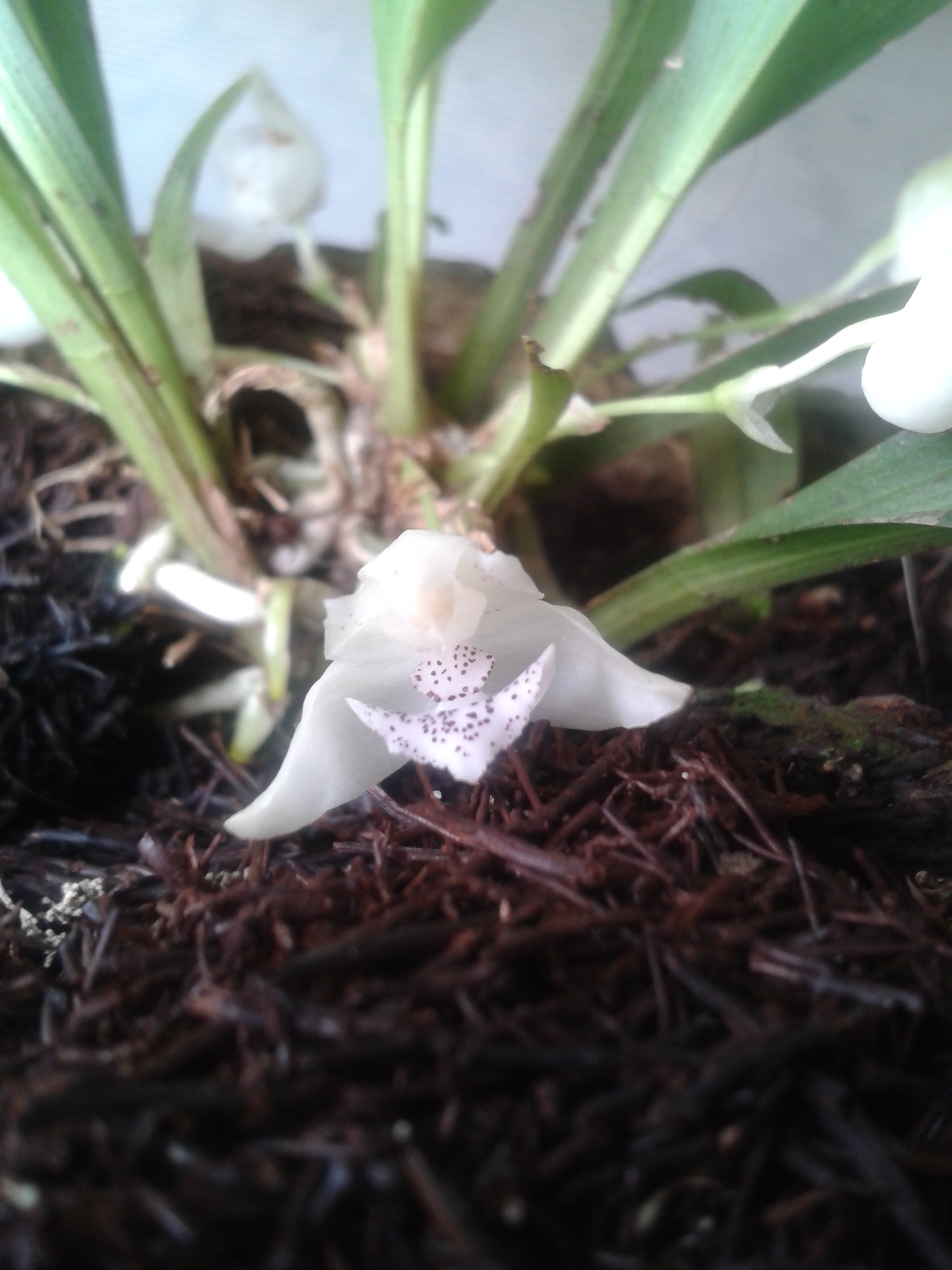